# كفر عبد النبي
قرية كفر عبد النبي هي إحدى القرى التابعة لمركز منيا القمح في محافظة الشرقية في جمهورية مصر العربية. حسب إحصاءات سنة 2006، بلغ إجمالي السكان في كفر عبد النبي 2489 نسمة، منهم 1301 رجل و1188 امرأة.